# QS Весов
QS Весов (лат. QS Librae) — одиночная переменная звезда в созвездии Весов на расстоянии (вычисленном из значения параллакса) приблизительно 7057 световых лет (около 2164 парсеков) от Солнца. Видимая звёздная величина звезды — от +13m до +11,7m.

## Характеристики
QS Весов — пульсирующая медленная неправильная переменная звезда (LB).